# 小行星1483
小行星1483（1483 Hakoila）是一颗围绕太阳公转的小行星。1938年2月24日，爾約·維薩拉在图尔库发现了此天体。
該小行星以芬蘭天文學家庫斯提·約翰內斯·哈庫伊拉（Kosti Johannes Hakoila）命名。
这颗小行星的绝对星等为87.90699等。